# Zsúptető

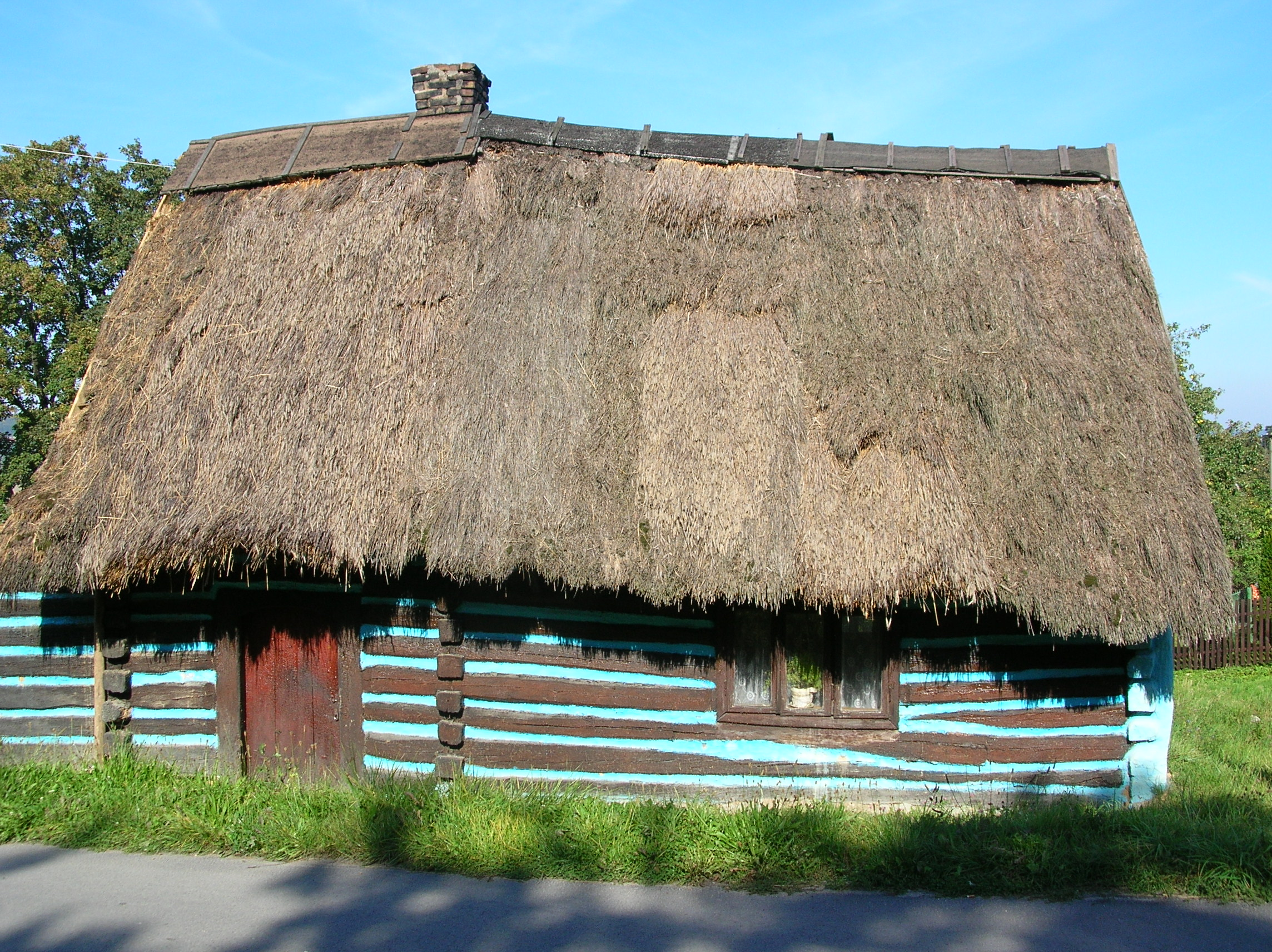
Faház zsúptetővel Nawojowa Górában

A zsúptető lakóépületek, illetve gazdasági épületek rozsszalma héjazata.

## A zsúp
A zsúp a kézzel gondosan kicsépelt rozs után nyert egyenes szálú szalma, amelyet kévékbe kötve hoztak forgalomba és részint szecskának, részint tetők fedésére, kévék, szőlők és egyebek kötésére, továbbá szalmazsákok megtöltésére használták.

## A zsúptető

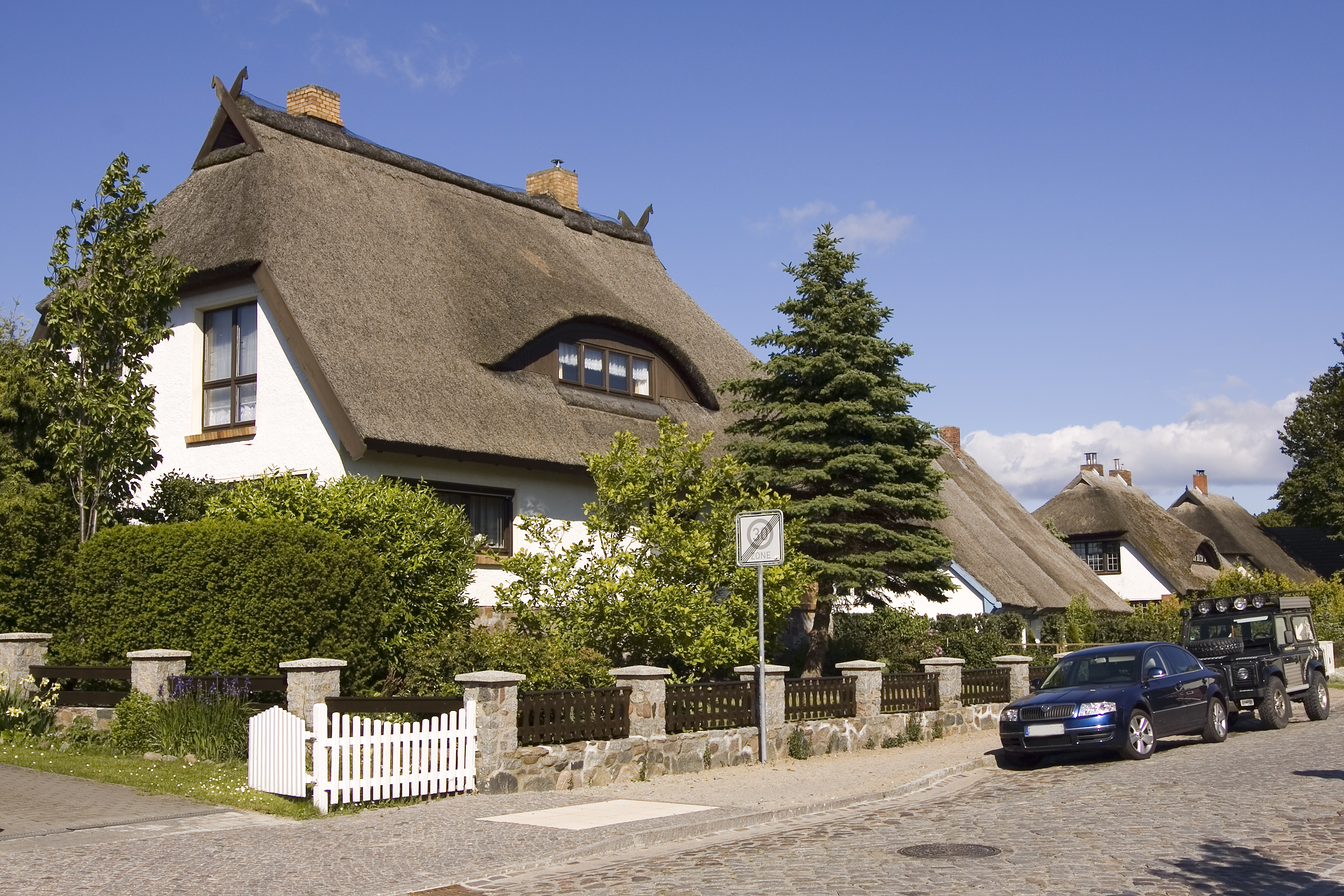
Tradicionális házak Altefährban a Rügen szigeten

A zsúptető készítéséhez kézzel csépelt rozsszalmát használtak fel, amelyet kisebb csomókba (ú.n. zsúpokba) kötöttek a fedés megkezdése előtt. Típusai a készítés technikája szerint: a) teregetős vagy felvert zsúptető és  b) kötött zsúptető.
- a) teregetős vagy felvert zsúptető. Ennél a zsúpcsomókat kibontva alulról felfelé, sorról sorra, kalászos végükkel lefelé (a legelőn sorban fordítva) terítik a tetőlécekre. Ezt egy zsúpverőnek nevezett eszközzel  felfelé ütögetve egyenletesre verik, ezt követően pedig fűzfavesszővel félméterenként a lécekhez korcolják. Főleg Észak-Dunántúlon, Dél-Nógrádban, Dél-Heves vidékén terjedt el, szórványosan az Alföld déli részén alkalmazták.
- b) A kötött zsúptető tartósabb és elterjedtebb technológia. Itt a szalmacsomó a megkötés helye és az alkalmazás helye szerint háromféle lehet:
  - kalászos végénél megkötött (ez a legalsó sorba és a tető élére került),
  - derékon megkötött (legalsó sorban és a gerincen használták) és
  - a tövénél megkötött (a tető legnagyobb részén ezt használták).

A  legalsó lécnél kezdték el a fedést. A kis zsúpcsomót a lécre fektették, a belőle elvett néhány szalmaszálból kötelet sodortak, amellyel a csomót a léchez kötötték. A mellé fektetett következő csomót az előzőből sodort kötéllel kötötték le. A második sortól kezdve a tövénél megkötött csomókat használták, kalászos végével lefelé. A tető, mivel a kalászos vége vékonyabb, egyenletesen sima lett.
A magyar nyelvterület nagy részén alkalmazták a kötött zsúptetőt a Dunántúlon, a Kisalföld peremén és a Felföldön egyaránt. Szórványosan előfordult Erdélyben is.